# Порівняння стандартних боснійської, сербської, хорватської та чорногорської мов

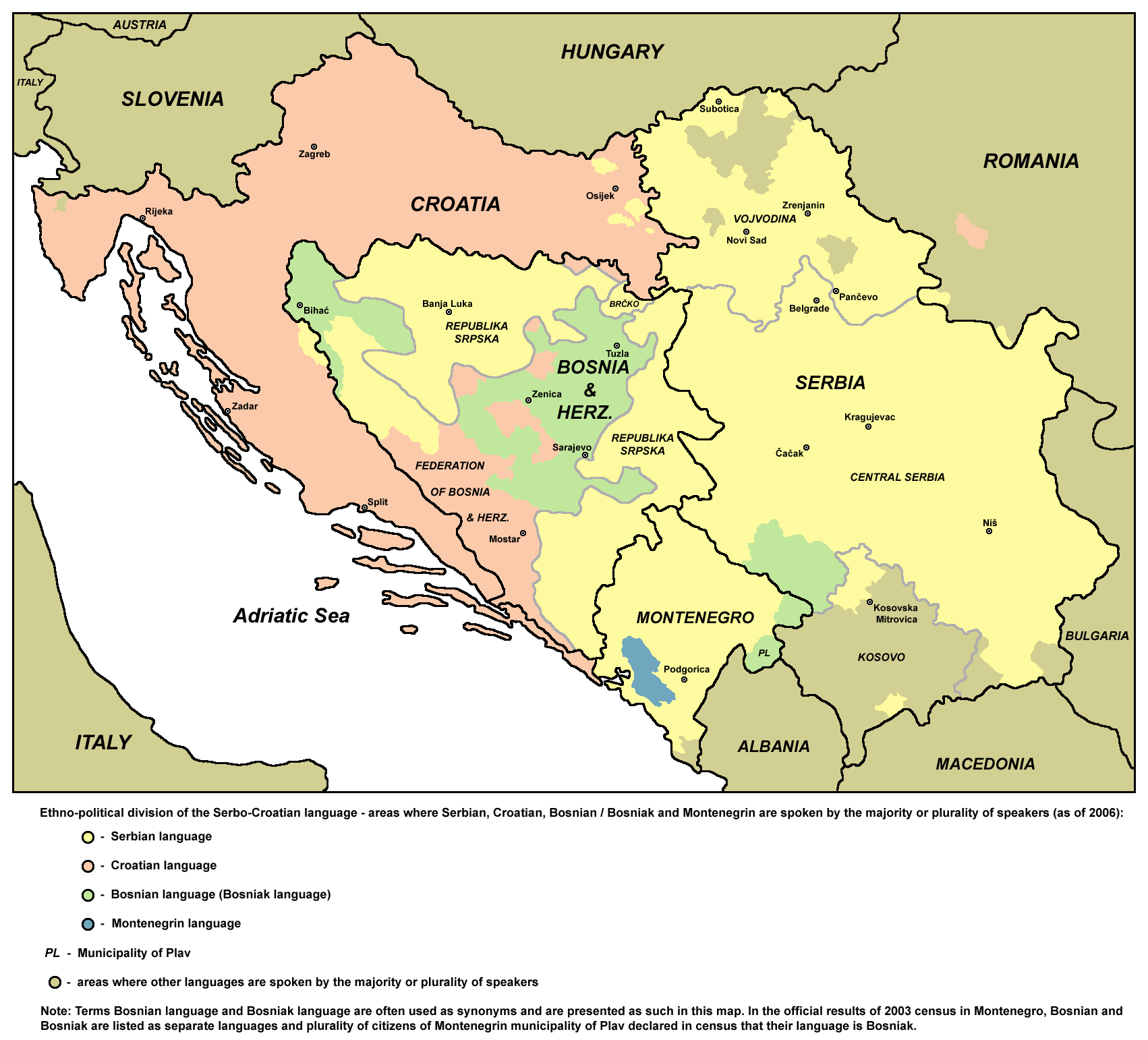
Території, де поширені боснійська, сербська, хорватська та чорногорська, за кількістю мовців станом на 2006 рік

Стандартні боснійська, сербська, хорватська та чорногорська мови є офіційно зареєстрованими мовами і різними національними варіантами поліцентричної сербохорватської мови.

## Історія
В соціалістичній Югославії офіційна політика визнавала єдину сербохорватську (або хорватосербську) мову з двома стандартними варіантами — східним (поширеним у Сербії, Чорногорії та Боснії та Герцеговині з екавською та ієкавською вимовою, який використовували всі етнічні групи) та західним (поширеним у Хорватії, лише з ієкавською вимовою, який використовували всі етнічні групи). Щоправда, через невдоволення в колах хорватської інтелігенції починаючи з 1960-х хорватські культурні діячі почали називати мову виключно як «хорватська літературна мова» або іноді «хорватська або сербська мова» (як це було прийнято в доюгославські часи), і ці дві назви було вписано в хорватську конституцію 1974 року. Вважалося, що це єдина спільна мова, що має різні варіанти та діалекти. Акцент падав на єдність мови, тому відмінності були не ознакою мовних розбіжностей, а показником багатства й розмаїття «спільної мови». До того ж Югославія мала дві інші офіційні на федеральному рівні мови — словенську й македонську, що відображало прийняття Югославією мовного розмаїття. Жодних заходів на асиміляцію цих мов до сербохорватської не вживали.
З розпадом федерації мова стала політичним інструментом в усіх республіках, оскільки всі вони шукали додаткових індикаторів незалежності та окремої національної ідентичності. Кожна держава по-своєму «націоналізувала» мову: в Хорватії це проявилося появою великої кількості неологізмів, у Боснії — особливим ставленням до туркізмів, а в Сербії — наданням привілейованого статусу кирилиці. Мова в Боснії почала розвиватися незалежно після проголошення незалежності Боснії та Герцеґовини у 1992 році. Тема незалежного розвитку мови в Чорногорії виникла серед чорногорських мовознавців у 1990-ті.
Сербський і боснійський стандарти мають тенденцію до інклюзивності, тобто прийняття широкого кола ідіом і використання запозичень (німецьких і турецьких), тоді як хорватська мовна політика є більш пуристською і надає перевагу неологізмам перед запозиченнями, а також відродженим застарілим словам (хоча ця політика нерідко стикається із критикою). Ці підходи пов'язані з різним культурним, історичним і політичним розвитком трьох варіантів і їхніх суспільств.

## Письмо

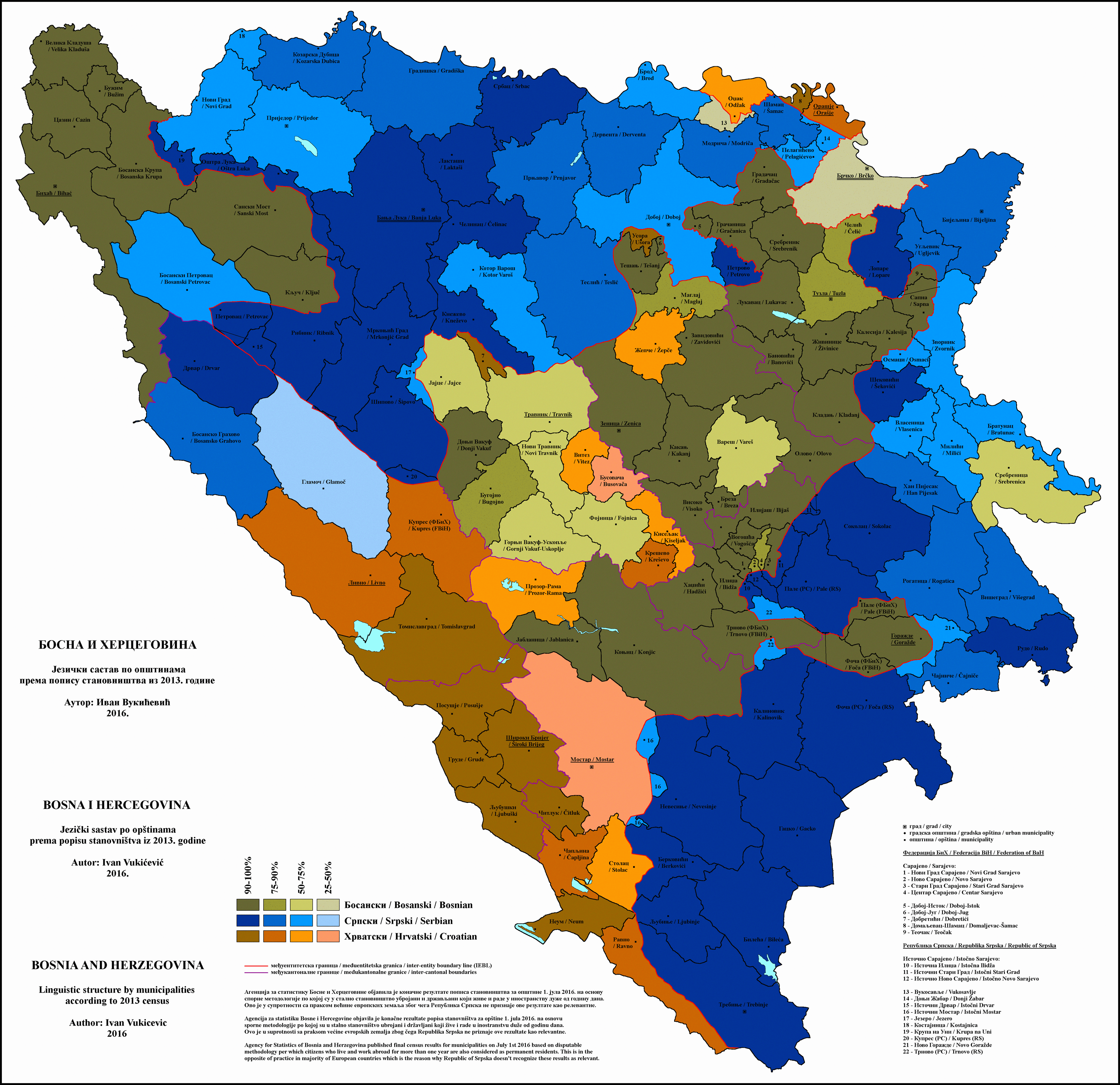
Лінгвістична структура Боснії та Герцеґовини за муніципалітетами, 2013

### Абетка
Хоча всі ці мови можуть використовувати обидві сербохорватські абетки, вони роблять це по-різному.
- Боснійська і чорногорська офіційно використовують і латиницю, і кирилицю, але латиниця має більше поширення.
- Хорватська використовує лише латиницю.
- Сербська використовує і кирилицю, і латиницю. При цьому кирилиця є офіційною абеткою адміністрації в Сербії та Республіці Сербській, проте латиниця більш поширена в медіа і особливо в інтернеті.

### Фонеми
Всі стандартизовані мови мають той самий набір із 30 регулярних фонем, тому боснійська/сербська/хорватська латинська і сербська кирилична абетки відповідають одне одному зокрема й на фонетичному рівні.
Деякі мовознавці розглядають відповідники ять у вигляді ⟨je⟩ та ⟨ije⟩, що часто мають вигляд [ie] у хорватському та боснійському діалектах, як окрему фонему — «дифтонг ять» — чи навіть дві фонеми, одну коротку і одну довгу. Існують навіть кілька пропозицій від хорватських лінгвістів реформувати правопис із урахуванням цих дифтонгів, проте їх реалізацію не розглядають серйозно.
В процесі стандартизації чорногорської до цієї мови впровадили дві нові букви ⟨Ś⟩ і ⟨Ź⟩, на позначення звуків [ɕ] та [ʑ] відповідно. Ці букви відповідають традиційним диграфам ⟨sj⟩ та ⟨zj⟩. Критики зазначають, що [ɕ] та [ʑ] є лише алофонами /sj/ та /zj/ в герцеґовинських діалектах (таких як чорногорська), тож нові літери не потрібні для адекватної орфографії.
У більшості діалектах сербської бракує фонеми /x/, натомість її місце займають /j/, /v/ або відсутність звуку. /x/ було введено в процесі уніфікації сербохорватської, тож сербський стандарт допускає такі дуплікати як snaja–snaha і hajde–ajde. Натомість у інших словах, особливо у запозиченнях, ⟨h⟩ є обов'язковою.
У деяких регіонах Хорватії та Боснії звуки літер ⟨č⟩ (звучить як [tʃ] у більшості діалектів) і ⟨ć⟩ [tɕ] злилися або майже злилися, зазвичай у [tʃ]. Те саме сталося із їхніми дзвінкими відповідникам ⟨dž⟩ та ⟨đ⟩, які злилися в [dʒ]. Як наслідок носії цих діалектів часто мають труднощі з розрізненням цих звуків.

### Правопис
Сербська мова зазвичай фонетично транскрибує іноземні імена і слова (хоча транслітерацію також дозволено), тоді як хорватський стандарт здебільшого транслітерує. Боснійська переважно наслідує сербську модель. Наприклад, Jon Jones хорватською точно так само — Jon Jones, а сербською і боснійською — Džon Džouns.
Крім того, у випадках, коли підмет майбутнього часу упускають (оскільки він є зрозумілим із форми дієслова), залишаючи комбінацію інфінітива і допоміжного дієслова «ću», в хорватській і боснійській просто випадає кінцева «i» інфінітива, тоді як у сербській і чорногорській — допоміжне дієслово зливається із інфінітивом присудка, заміняючи кінцевий суфікс «ti»:
- «Uradit ću to.» (хорватська/боснійська)
- «Uradiću to.» (сербська/чорногорська)

## Граматика

### Тони і наголоси
Загалом штокавські діалекти, що лежать в основі всіх чотирьох стандартизованих мов, мають чотири види музичного наголосу: низхідний короткий ⟨ı̏⟩, висхідний короткий ⟨ì⟩; низхідний довгий ⟨î⟩ і висхідний довгий ⟨í⟩. Крім того, наступний склад після наголошеного може бути або коротким ⟨i⟩, або довгим ⟨ī⟩. Під час відмінювання та дієвідмінювання наголос дуже часто зміщається і за типом, і за позицією.
Відмінності між чотирма наголосами і наявність довготи післянаголошених складів є притаманними розмовній мові західної Чорногорії, Боснії та Герцеґовини, деяких регіонів Сербії, а також деяких регіонів Хорватії зі значною кількістю сербських іммігрантів. Крім того, у деяких розмовних варіаціях характерним є зміщення наголосу на енклітику, наприклад, фразу u Bosni (в Боснії) вимовлятимуть /ǔ bosni/ замість /u bôsni/, як це роблять у північній Сербії.
Розмовна мова у північній Сербії також зберегла систему чотирьох наголосів, проте довжина ненаголошених складів зменшилась або зникла у деяких позиціях. Втім зменшення довжини післянаголошених складів відбувається в усіх штокавських розмовних варіантах, навіть у найбільш консервативних у Чорногорії. Натомість зміщення наголосу на енклітики в північній Сербії є рідкісним і здебільшого обмежується конструкціями заперечення дієслів (ne znam = не знаю > /nê znaːm/).
Натомість ситуація в Хорватії є іншою. Значна частина носіїв хорватської, особливо заґребського походження, не розрізняють висхідні та низхідні наголоси. Цю особливість вважають характеристикою заґребського діалекту, який зазнав більше впливу кайкавиці, ніж стандартної хорватської.
Незалежно від розмовних відмінностей, всі три стандартизовані мови підтримують неоштокавську систему чотирьох наголосів. Обидва діалекти, які вважають за основу стандартної сербської мови (східногерцеґовинський і шумадійсько-воєводинський) мають по чотири наголоси.

### Фонетика
| Властивість                                                    | Хорватська  | Боснійська        | Сербська     | Українська    |
| -------------------------------------------------------------- | ----------- | ----------------- | ------------ | ------------- |
| Протиставлення -u/e                                            | burza       | berza             | berza        | біржа         |
| Протиставлення -u/e                                            | porculan    | porcelan porculan | porcelan     | порцеляна     |
| Протиставлення -u/i                                            | tanjur      | tanjir            | tanjir       | тарілка       |
| Протиставлення -u/o                                            | barun       | baron             | baron        | барон         |
| Протиставлення -u/o                                            | krumpir     | krompir           | krompir      | картопля      |
| Протиставлення -i/o(j)                                         | ubojstvo    | ubistvo           | ubistvo      | убивство      |
| Протиставлення -i/o(j)                                         | djelomično  | djelimično        | d(j)elimično | частково      |
| Протиставлення -io/iju                                         | milijun     | milion            | milion       | мільйон       |
| Протиставлення -i/je after l/t                                 | proljev     | proljev proliv    | proliv       | діарея        |
| Протиставлення -i/je after l/t                                 | stjecaj     | stjecaj sticaj    | sticaj       | збіг          |
| Протиставлення -s/z                                            | inzistirati | insistirati       | insistirati  | наполягати    |
| Протиставлення -s/c                                            | financije   | finansije         | finansije    | фінанси       |
| Протиставлення -t/ć                                            | plaća       | plaća             | plata        | зарплата      |
| Протиставлення -t/ć                                            | sretan      | sretan            | srećan       | щасливий      |
| Протиставлення -št/šć                                          | korištenje  | korištenje        | korišćenje   | використання  |
| Протиставлення -k/h                                            | kor         | hor               | hor          | хор           |
| Протиставлення -k/h                                            | kirurg      | hirurg            | hirurg       | хірург        |
| Протиставлення -l/-o after o                                   | sol         | so                | so           | сіль          |
| Протиставлення -l/-o after o                                   | vol         | vo                | vo           | віл           |
| Протиставлення -l/-o after o                                   | kolčić      | kočić kolčić      | kočić        | палиця, кілок |
| Сербська часто упускає або не додає початкову або середню 'h': | čahura      | čahura            | čaura        | оболонка      |
| Сербська часто упускає або не додає початкову або середню 'h': | hrvač       | hrvač             | rvač         | борець        |
| Сербська часто упускає або не додає початкову або середню 'h': | hrđa        | hrđa              | rđa          | іржа          |
| Сербська упускає кінцевий 'r':                                 | jučer       | jučer             | juče         | вчора         |
| Сербська упускає кінцевий 'r':                                 | večer       | večer             | veče         | вечір         |
| Сербська упускає кінцевий 'r':                                 | također     | također           | takođe       | також         |

### Морфологія
Існує три основні «вимови» (izgovori/изговори) штокавського діалекту, що відрізняються передачею протослов'янського голосного ять. Ось як ці відмінності виглядають у слові «дитина» (dětę):
- dite в ікавиці
- dijete в ієкавиці
- dete в екавиці

Сербська мова визнає екавицю та ієкавицю як рівні між собою вимови, натомість хорватська і боснійська приймають лише ієкавицю. У Боснії та Герцеґовині (незалежно від офіційної мови) та в Чорногорії використовують майже виключно ієкавицю.
Ікавиця не є стандартною вимовою, вона поширена в діалектах Далмації, Ліки, Істрії, центральної Боснії (у районі між Врбасом і Босною), Західної Герцеґовини, Басанської Країни, Славонії та північної Бачки (у Воєводині). Так, наприклад:
| Українська                | Екавиця  | Ієкавиця | Ікавиця  |
| ------------------------- | -------- | -------- | -------- |
| вітер                     | vetar    | vjetar   | vitar    |
| молоко                    | mleko    | mlijeko  | mliko    |
| хотіти                    | hteti    | htjeti   | htiti    |
| стріла                    | strela   | strijela | strila   |
| Але:                      |          |          |          |
| стрілка (невелика стріла) | strelica | strelica | strilica |

Деякі хорватські мовознавці намагалися пояснити ці відмінності морфологічною структурою окремих слів, пропонуючи ввести новий голосний — «дифтонг ять». Більшість мовознавців відхилили цю ідею.
Іноді це призводить до плутанини, оскільки те саме слово у різних діалектах має різне значення: сербське poticati («походити») в хорватській і боснійській означає «заохочувати». Хорватський і боснійський еквівалент «походити» — potjecati, тоді як сербське слово зі значенням «заохочувати» — podsticati.
| Українська | Хорватська | Боснійська          | Сербська |
| ---------- | ---------- | ------------------- | -------- |
| доливати   | dolijevati | dolijevati dolivati | dolivati |
| пронос     | proljev    | proliv proljev      | proliv   |
| затока     | zaljev     | zaliv zaljev        | zaliv    |
| вплив      | utjecati   | utjecati uticati    | uticati  |

Стандартна боснійська допускає обидва варіанти, однак на практиці перевагу віддають хорватському варіанту.
Фонема /x/ (на письмі її передають як h) була нестійкою у східних південнослов'янських діалектах. У сербській і деяких хорватських діалектах (включно з деякими діалектами Славонії) цю фонему замінили /j/, /v/ або просто зникла. Це відображено в стандартизації сербської мови:
| Українська | Боснійська та хорватська | Сербська |
| ---------- | ------------------------ | -------- |
| вухо       | uho                      | uvo uho  |
| муха       | muha                     | muva     |
| готувати   | kuhati                   | kuvati   |
| невістка   | snaha                    | snaja    |
| іржа       | rđa hrđa                 | rđa      |
| борець     | rvati hrvati             | rvati    |

Втім фонеми /x/ та /ɛf/ збереглися в багатьох словах як характерне явище боснійської розмовної мови та мовної традиції, особливо під впливом турецької та арабської. Вони навіть з'явилися в деяких місцях, де етимологічно їх не було. Тепер ці форми також є прийнятними в стандартній боснійській.
| Українська | Боснійська       | Хорватська   | Сербська |
| ---------- | ---------------- | ------------ | -------- |
| легко      | lahko lako       | lako         | lako     |
| м'яко      | mehko meko       | meko         | meko     |
| кава       | kahva kafa       | kava         | kafa     |
| бальзам    | mehlem melem     | melem        | melem    |
| скатертина | čaršaf čaršav    | plahta       | čaršav   |
| клітка     | kafez kavez      | kavez        | kavez    |
| гнити      | truhnuti trunuti | trunuti      | trunuti  |
| вада       | mahana mana      | mana         | mana     |
| шарф       | mahrama marama   | rubac marama | marama   |

Оскільки ієкавська вимова є прийнятною для всіх офіційних стандартів, її буде використано для прикладів на цій сторінці. Інші відмінності у вимові та морфології наведено в таблиці:
| Українська  | Хорватська      | Боснійська             | Сербська (ієкавиця)      | Чорногорська    |
| ----------- | --------------- | ---------------------- | ------------------------ | --------------- |
| крапка      | točka           | tačka                  | tačka                    | tačka           |
| точно       | točno           | tačno                  | tačno                    | tačno           |
| община      | općina          | opština                | opština                  | opština         |
| священник   | svećenik        | svećenik sveštenik     | sveštenik                | svještenik      |
| студент     | student         | student                | student                  | student         |
| студентка   | studentica      | studentica             | studentkinja             | studentkinja    |
| професор    | profesor        | profesor               | profesor                 | profesor        |
| професорка  | profesorica     | profesorica            | profesorica profesorka   | profesorica     |
| науковець   | znanstvenik     | naučnik                | naučnik                  | naučnik         |
| перекладач  | prevoditelj     | prevodilac prevoditelj | prevodilac               | prevodilac      |
| читач       | čitatelj        | čitalac čitatelj       | čitalac                  | čitalac         |
| Але:        |                 |                        |                          |                 |
| зібрання    | skupština       | skupština              | skupština                | skupština       |
| мислитель   | mislilac        | mislilac               | mislilac                 | mislilac        |
| пірнальник  | ronilac         | ronilac                | ronilac                  | ronilac         |
| вчитель     | učitelj         | učitelj                | učitelj                  | učitelj         |
| письменник  | pisac spisatelj | pisac spisatelj        | pisac spisatelj          | pisac spisatelj |
| письменниця | spisateljica    | spisateljica           | spisateljica spisateljka | spisateljica    |

### Інтернаціоналізми
Передача багатьох інтернаціоналізмів і транслітерацій відрізняється:
| Українська     | Хорватська   | Боснійська                | Сербська     |
| -------------- | ------------ | ------------------------- | ------------ |
| організовувати | organizirati | organizirati organizovati | organizovati |
| конструювати   | konstruirati | konstruirati konstruisati | konstruisati |
| Але:           |              |                           |              |
| аналізувати    | analizirati  | analizirati               | analizirati  |

(пор. німецькі organisieren, konstruieren, analysieren)
Історично сучасні інтернаціоналізми потрапили до боснійської та хорватської через німецьку та італійську, тоді як до сербської — через французьку та російську, через що виникли різні шаблони адаптації. Крім того грецькі запозичення прийшли в сербську безпосередньо, а в хорватську — через латину.
| Українська      | Хорватська  | Боснійська              | Сербська    | Примітки |
| --------------- | ----------- | ----------------------- | ----------- | --- |
| Вірменія        | Armenija    | Ermenija                | Jermenija   | Через латину та венеційську в хорватську, через грецьку і французьку в сербську, через турецьку в боснійську |
| Афіни/Атени     | Atena       | Atina                   | Atina       | Через латину та венеційську в хорватську, через грецьку і французьку в сербську, через турецьку в боснійську |
| Крит            | Kreta       | Krit                    | Krit        | Через латину та венеційську в хорватську, через грецьку і французьку в сербську, через турецьку в боснійську |
| Кіпр            | Cipar       | Kipar                   | Kipar       | Через латину та венеційську в хорватську, через грецьку і французьку в сербську, через турецьку в боснійську |
| Європа/Европа   | Europa      | Evropa                  | Evropa      | Через латину та венеційську в хорватську, через грецьку і французьку в сербську, через турецьку в боснійську |
| Єрусалим        | Jeruzalem   | Jerusalem               | Jerusalim   | Через латину та венеційську в хорватську, через грецьку і французьку в сербську, через турецьку в боснійську |
| Латвія          | Latvija     | Latvija                 | Letonija    | Через латину та венеційську в хорватську, через грецьку і французьку в сербську, через турецьку в боснійську |
| Литва           | Litva       | Litvanija               | Litvanija   | Через латину та венеційську в хорватську, через грецьку і французьку в сербську, через турецьку в боснійську |
| Португалія      | Portugal    | Portugal                | Portugalija | Через латину та венеційську в хорватську, через грецьку і французьку в сербську, через турецьку в боснійську |
| Румунія         | Rumunjska   | Rumunija                | Rumunija    | Через латину та венеційську в хорватську, через грецьку і французьку в сербську, через турецьку в боснійську |
| Іспанія/Еспанія | Španjolska  | Španija                 | Španija     | Через латину та венеційську в хорватську, через грецьку і французьку в сербську, через турецьку в боснійську |
| хлор            | klor        | hlor                    | hlor        | Через латину та венеційську в хорватську, через грецьку і французьку в сербську, через турецьку в боснійську |
| дипломатія      | diplomacija | diplomatija diplomacija | diplomatija | |
| опір/імпеданс   | otpor       | impedanca               | impedansa   | Усі від французького impédance, італіянізоване закінчення в хорватській (пор. impedenza)                     |
| сертифікати     | certifikat  | certifikat              | sertifikat  | Усі від латинського certificatum, франконізований початок у сербській (пор. certificat)                      |
| Але:            |             |                         |             | |
| ліцензія        | licenca     | licenca                 | licenca     | Всі троє через латину                                                                                        |
| тенденція       | tendencija  | tendencija              | tendencija  | Всі троє через латину                                                                                        |

Більшість назв хімічних елементів є різними: для міжнародних термінів боснійська і хорватська використовують -ij, тоді як сербська -ijum (uranij–uranijum). В деяких місцевих назвах хорватська має -ik там, де сербська має -(o)nik (kisik–kiseonik 'кисень', vodik–vodonik 'водень'), а боснійська приймає всі варіанти. Водночас деякі назви є зовсім різними (dušik–azot 'азот', kositar–kalaj 'олово'). Деякі назви елементів збігаються: srebro (срібло), zlato (золото), bakar (мідь).
Деякі інші запозичені слова відрізняються граматичним родом, слова жіночого роду мають закінчення -a, слова чоловічого роду — нульове закінчення.
| Українська | Хорватська | Боснійська   | Сербська              |
| ---------- | ---------- | ------------ | --------------------- |
| хвилина    | minuta     | minuta minut | minut minuta (обидва) |
| секунда    | sekunda    | sekunda      | sekund sekunda        |
| Але:       |            |              |                       |
| планета    | planet     | planeta      | planeta               |
| комета     | komet      | kometa       | kometa                |
| територія  | teritorij  | teritorija   | teritorija            |
| містерія   | misterij   | misterija    | misterija             |

### Займенники
У сербській і боснійській займенник «що» має форму što як відносний займенник, але форму šta як питальний займенник; останній також може бути відносним, коли приєднує підрядне речення із запитальним значенням. Хорватська використовує što в усіх контекстах (але в розмовній мові часто використовують «šta»).
| Українська                   | Хорватська              | Боснійська та сербська  |
| ---------------------------- | ----------------------- | ----------------------- |
| Що він сказав?               | Što je rekao?           | Šta je rekao?           |
| Спитай його, що він сказав.  | Pitaj ga što je rekao.  | Pitaj ga šta je rekao.  |
| Те, що він сказав, — брехня. | To što je rekao je laž. | To što je rekao je laž. |

Ця різниця стосується лише називного і знахідного відмінків — в інших відмінках різні стандарти мають ту саму форму što/šta: čega, čemu тощо.
У хорватській займенник «хто» має форму tko, тоді як у сербській, боснійській і чорногорській — ko, але знову ж, у розмовній мові початковий «t» зазвичай упускають. Відмінювання збігається: kome, koga тощо. Крім того хорватська використовує дві форми в давальному відмінку — kome і komu.
Використання займенників gd(j)e, kuda і kamo відрізняється в сербській і хорватській (kamo не вживається у сербській):
| Українська             | Хорватська     | Боснійська та сербська (ієкавиця) | Чорногорська     |
| ---------------------- | -------------- | --------------------------------- | ---------------- |
| Де ти будеш?           | Gdje ćeš biti? | Gdje ćeš biti?                    | Đe ćeš da budeš? |
| Куди ти підеш?         | Kamo ćeš ići?  | Gdje ćeš ići?                     | Đe ćeš da ideš?  |
| Якою дорогою ти підеш? | Kuda ćeš ići?  | Kuda ćeš ići?                     | Kuda ćeš ići?    |

### Синтаксис

#### Конструкції з модальними дієсловами
У хорватській мові норма вимагає використовувати інфінітив після модальних дієслів ht(j)eti (хотіти) чи moći (могти). Натомість у сербській надають перевагу конструкції da (що/щоб) + теперішній час. Використання такої форми умовного способу може бути пов'язано з впливом балканського мовного союзу. В боснійській мові допустимими є обидві форми, але першу з них частіше вживають на письмі, а другу — в усному мовленні.
Речення «Я хочу зробити це» можна перекласти як:
- Hoću to da uradim.
- Hoću to učiniti.

Ця різниця частково поширюється на майбутній час, який у сербохорватській утворюється з теперішнім часом допоміжного дієслова «ht(j)eti» → «hoću»/«hoćeš»/ … > «ću»/«ćeš»/ … (як допоміжне дієслово). У наступному прикладі обидва стандарти формально вимагають інфінітив:
- Ja ću to uraditi. (Я зроблю це.)

Водночас, коли замість цього використовують da+теперішній час, це може додатково виражати волю або намір суб'єкта вчинити згадану дію:
- Ja ću to da uradim. (Я хотів би це зробити.)

Цю форму частіше використовують у Сербії та Боснії, при чому в багатьох говірках Сербії її стилістичні відмінності від основної форми майбутнього часу можуть бути зовсім не помітними. Сербські лінгвісти вважають зловживання конструкцією da+теперішній час германізмом.
У Хорватії для вираження наміру частіше використовують іншу конструкцію:
- Ja hoću to uraditi. (Я хотів би це зробити.)

(Речення звучало би більш по-хорватськи (з тим самим значенням), якби мало форму Želim to učiniti., оскільки дієслово «uraditi» не є типовим для хорватської.).

#### Запитальні конструкції
В запитальних і відносних конструкціях стандартна хорватська вимагає вживання частки li (чи) після дієслова, тоді як сербська дозволяє паралельні форми з da li:
- Možeš li? (Ти можеш?) (хорватська)
- Обидві Možeš li? та Da li možeš? (Ти можеш?) поширені в сербській.
- Je li moguće? (Це можливо?) (хорватська)
- Je li moguće? та Da li je moguće? (сербська)

При цьому в розмовній хорватській «da li» фактично також вживають.
Крім того існує розмовна версія з je li («чи є?»), зазвичай скорочена до je l' , яку вживають для побудови запитань будь-якого типу: Je l' možeš? (Ти можеш?). В стандартній мові її використовують лише в запитаннях із допоміжним дієсловом je (="є"):
- Je li moguće? (Це можливо?) (хорватська)
- ОбидвіJe li moguće? та Da li je moguće? поширені в сербській.

В підсумку українське речення «Я хочу знати, чи почну я працювати» здебільшого буде звучати в розмовному варіанті так:
- Želim da znam hoću li početi da radim. (сербська)
- Želim znati hoću li početi raditi. (хорватська)

Також може бути багато проміжних конструкцій, використання яких залежить від діалекту, ідіолекту чи навіть настрою мовця.

#### Trebati
В стандартній хорватській дієслово trebati (потребувати або мусити) є перехідним. У сербській і боснійській це безособове дієслово (як і в українській — «треба»); підмет або упускається, або ним є об'єкт потреби; той, хто потребує, стає непрямим додатком в давальному відмінку. Водночас друга форма використання притаманна також і хорватській, особливо розмовній.):
| Сербська та боснійська | Українська           | Хорватська         | Українська             |
| ---------------------- | -------------------- | ------------------ | ---------------------- |
| Petru treba novac.     | Петру треба гроші.   | Petar treba novac. | Петро потребує грошей. |
| Ne trebam ti.          | Я тобі не потрібен.  | Ne trebaš me.      | Ти не потребуєш мене.  |
| Ne trebaš mi.          | Ти мені не потрібен. | Ne trebam te.      | Я тебе не потребую.    |
| Treba da radim.        | Треба працювати.     | Trebam raditi.     | Мушу працювати.        |

## Лексика

### Приклади
Найбільші відмінності в літературних мовах колишньої Югославії стосуються лексики. Більшість цих слів зрозуміла на всій території. Проте тоді як в одній країні певне слово є нормативним, в іншій воно може вважатися архаїчним, діалектним, чужорідним чи просто рідко вживаним. Використання тих чи інших слів частіше визначається не етнічною приналежністю, а країною проживання носія. Наприклад, боснійські серби вживають слова mrkva та hlače частіше, ніж šargarepa та pantalone.
| Українська   | Хорватська      | Боснійська                              | Сербська           | Чорногорська       |
| ------------ | --------------- | --------------------------------------- | ------------------ | ------------------ |
| тисяча       | tisuća          | hiljada (основний) tisuća (допустимий)  | hiljada            | hiljada            |
| січень       | siječanj        | januar (основний) siječanj (допустимий) | januar             | januar             |
| фабрика      | tvornica        | fabrika tvornica                        | fabrika            | fabrika            |
| рис          | riža            | riža                                    | pirinač riža       | pirinač riža       |
| морква       | mrkva           | mrkva                                   | šargarepa mrkva    | šargarepa mrkva    |
| штани        | hlače           | hlače pantalone                         | pantalone          | pantalone          |
| музика       | glazba          | muzika glazba                           | muzika             | muzika             |
| бібліотека   | knjižnica       | biblioteka                              | biblioteka         | biblioteka         |
| хліб         | kruh            | hljeb kruh                              | hleb               | hljeb              |
| міленіум     | milenij         | milenij                                 | milenijum          | milenijum          |
| століття     | stoljeće        | vijek stoljeće                          | vek (vijek)        | vijek              |
| шпинат       | špinat          | špinat spanać                           | spanać             | spanać             |
| футбол       | nogomet         | nogomet1 fudbal                         | fudbal             | fudbal             |
| поїзд        | vlak            | voz                                     | voz                | voz                |
| хвиля        | val             | val talas                               | talas val          | val                |
| особа        | osoba           | osoba lice                              | lice osoba         | lice osoba         |
| невихований  | neodgojen       | neodgojen                               | nevaspitan         | nevaspitan         |
| власний      | osobno vlastito | vlastito sopstveno                      | sopstveno vlastito | sopstveno vlastito |
| дорога       | cesta put       | cesta put                               | put drum           | put cesta          |
| дорожнє мито | cestarina       | cestarina                               | drumarina putarina | putarina           |
| Але:         |                 |                                         |                    |                    |
| тато         | tata            | tata babo                               | tata               | tata babo          |
| помідор      | rajčica         | paradajz rajčica (допустима)            | paradajz           | paradajz           |

1 Босняцькі лінгвісти схиляються до слова «nogomet» (яке вживають також у хорватській); втім форма «fudbal» лишається більш поширеною серед босняків.
| Українська | Хорватська | Боснійська            | Сербська   |
| ---------- | ---------- | --------------------- | ---------- |
| приймати   | prihvaćati | prihvaćati prihvatati | prihvatati |
| щасливий   | sretan     | sretan                | srećan     |
| розуміти   | shvaćati   | shvaćati shvatati     | shvatati   |
| Але:       |            |                       |            |
| хапати     | hvatati    | hvatati               | hvatati    |

Варто звернути увагу, що є лише кілька відмінностей, що можуть спричинити непорозуміння. Наприклад, дієслово «ličiti» означає «виглядати» в сербській і боснійській, тоді як у хорватській таке значення має дієслово «sličiti»; натомість хорватське «ličiti» означає «фарбувати». Втім часто «ličiti» вживають у хорватській у значенні «виглядати».
Слово «bilo» означає «біле» в ікавському діалекті, «пульс» в офіційній хорватській і «було» в усіх офіційних мовах. При цьому звучать ці слова по-різному через різні тональні наголоси (bîlo або bílo = біле, bı̏lo = пульс, bílo = було).
В сербській і боснійській мовах слово izvanredan (незвичайний) вживається у вузькому значенні і тільки з позитивною конотацією (той, що перевершує очікування, чудовий). Для вираження негативної конотації використовується слово vanredan (незвичний, надзвичайний [про ситуацію]). Натомість у хорватській в обох значеннях вживають слово izvanredan.
Як правило, нормативна боснійська мова допускає використання всіх подібних слів заради збагачення мови, але перевагу зазвичай надають хорватським варіантам. Укладачі боснійських словників приймають рішення про включення того чи іншого слова у словник на основі лексики в творах боснійських письменників.

#### Назви місяців
В хорватській місяці мають назви слов'янського походження, тоді як сербська та боснійська використовують міжнародні назви латинського походження.
| Українська | Хорватська | Боснійська | Сербська  |
| ---------- | ---------- | ---------- | --------- |
| січень     | siječanj   | januar     | januar    |
| лютий      | veljača    | februar    | februar   |
| березень   | ožujak     | mart       | mart      |
| квітень    | travanj    | april      | april     |
| травень    | svibanj    | maj        | maj       |
| червень    | lipanj     | juni       | jun       |
| липень     | srpanj     | juli       | jul       |
| серпень    | kolovoz    | august     | avgust    |
| вересень   | rujan      | septembar  | septembar |
| жовтень    | listopad   | oktobar    | oktobar   |
| листопад   | studeni    | novembar   | novembar  |
| грудень    | prosinac   | decembar   | decembar  |

Міжнародні назви місяців добре зрозумілі в Хорватії, їх використовують у деяких сталих виразах, наприклад Prvi Maj (Першотравень), Prvi April (Перше квітня) чи Oktobarska revolucija (Жовтнева революція).
В розмовній хорватській та в західній Боснії звичним є називати місяці за номером. Таким чином мовці говорять про травень як про peti mjesec («п'ятий місяць»). Кажучи sedmi peti (сьоме п'ятого), мовець має на увазі 7 травня.

## Інші відмінності
- В межах кожної республіки колишньої Югославії вимова та словниковий запас носіїв мови може різко відрізнятися. Для кожної місцевости цього регіону характерний особливий акцент і/або лексичний набір. Особливо яскравими можуть бути регіональні особливості розмовної лексики, які не фіксуються офіційними стандартами.

В межах кожної країни відмінності між говірками яскравіші, ніж відмінності між літературними нормами, встановленими в різних державах, які спираються на неоштокавський говір. Цей факт часто використовують як аргумент на користь того, що мешканці Сербії, Боснії, Хорватії та Чорногорії насправді розмовляють однією мовою. Філолог Павле Івіч вказує на причину близькости літературних мов Західних Балкан: за п'ятсот років турецького панування народні маси цих земель активно мігрували і це сприяло зближенню місцевих діалектів.
- Коли босняки, хорвати, серби та чорногорці спілкуються між собою, вони вільно розуміють співрозмовника, подібно, як розуміються між собою британці та американці.

- Навіть у часи єдиної Югославії видавці підлаштовували текст під «східний» і «західний» стандарти сербохорватської мови, особливо при перекладі наукових робіт. Наприклад, працю Юнґа «Психологія та алхімія» було перекладено на хорватську 1986 року й адаптовано до сербської наукової термінології в кінці 1990-их років. У Іво Андрича виникали конфлікти з хорватськими видавцями, які виправляли його синтаксис. З часом йому вдалося добитися заборони на такі дії. В Чорногорії видавництво CID після проголошення незалежности республіки перейшло з екавського на ієкавський варіант ортографії.

## Приклади мови
Ці приклади, взяті зі статей 1-6 Загальної декларації прав людини, перекладено «дослівно наскільки можливо». Вони покликані допомогти зрозуміти, наскільки важливі описані в статті відмінності між мовами в доладному тексті.
| Хорватська | Боснійська | Сербська | Українська |
| --- | --- | --- | --- |
| Opća deklaracija o pravima čovjeka | Opća deklaracija o pravima čovjeka | Opšta deklaracija o pravima čov(j)eka | Загальна декларація прав людини |
| Članak 1. Sva ljudska bića rađaju se slobodna i jednaka u dostojanstvu i pravima. Ona su obdarena razumom i sviješću i treba da jedno prema drugome postupaju u duhu bratstva. | Član 1. Sva ljudska bića rađaju se slobodna i jednaka u dostojanstvu i pravima. Ona su obdarena razumom i sviješću i treba da jedno prema drugome postupaju u duhu bratstva. | Član 1. Sva ljudska bića rađaju se slobodna i jednaka u dostojanstvu i pravima. Ona su obdarena razumom i sv(ij)ešću i treba da jedno prema drugome postupaju u duhu bratstva. | Стаття 1. Всі люди народжуються вільними і рівними у своїй гідності та правах. Вони наділені розумом і совістю і повинні діяти у відношенні один до одного в дусі братерства. |
| Članak 2. Svakome su dostupna sva prava i slobode navedene u ovoj Deklaraciji bez razlike bilo koje vrste, kao što su rasa, boja, spol, jezik, vjera, političko ili drugo mišljenje, nacionalno ili društveno porijeklo, imovina, rođenje ili drugi pravni položaj. Nadalje, ne smije se činiti bilo kakva razlika na osnovi političkog, pravnog ili međunarodnog položaja zemlje ili područja kojima neka osoba pripada, bilo da je to područje neovisno, pod starateljstvom, nesamoupravno, ili da se nalazi ma pod kojima drugim ograničenjima suverenosti. | Član 2. Svakome su dostupna sva prava i slobode navedene u ovoj Deklaraciji bez razlike bilo koje vrste, kao što su rasa, boja, spol, jezik, vjera, političko ili drugo mišljenje, narodnosno ili društveno porijeklo, imovina, rođenje ili drugi pravni položaj. Nadalje, ne smije se činiti bilo kakva razlika na osnovu političkog, pravnog ili međunarodnog položaja zemlje ili područja kojima neka osoba pripada, bilo da je ovo područje nezavisno, pod starateljstvom, nesamoupravno, ili da se nalazi ma pod kojim drugim ograničenjima suverenosti. | Član 2. Svakome su dostupna sva prava i slobode navedene u ovoj Deklaraciji bez razlike bilo koje vrste, kao što su rasa, boja, pol, jezik, v(j)era, političko ili drugo mišljenje, narodnosno ili društveno por(ij)eklo, imovina, rođenje ili drugi pravni položaj. Nadalje, ne sm(ij)e da se čini bilo kakva razlika na osnovu političkog, pravnog ili međunarodnog položaja zemlje ili područja kojima neko lice pripada, bilo da je ovo područje nezavisno, pod starateljstvom, nesamoupravno, ili da se nalazi ma pod kojim drugim ograničenjima suverenosti. | Стаття 2. Кожна людина повинна мати всі права і всі свободи, проголошені цією Декларацією, незалежно від раси, кольору шкіри, статі, мови, релігії, політичних або інших переконань, національного чи соціального походження, майнового, станового або іншого становища. Крім того, не повинно проводитися ніякого розрізнення на основі політичного, правового або міжнародного статусу країни або території, до якої людина належить, незалежно від того, чи є ця територія незалежною, підопічною, несамоврядованою або як-небудь інакше обмеженою у своєму суверенітеті. |
| Članak 3. Svatko ima pravo na život, slobodu i osobnu sigurnost. | Član 3. Svako ima pravo na život, slobodu i osobnu sigurnost. | Član 3. Svako ima pravo na život, slobodu i ličnu bezb(j)ednost. | Стаття 3. Кожна людина має право на життя, на свободу і на особисту недоторканність. |
| Članak 4. Nitko ne smije biti držan u ropstvu ili ropskom odnosu; ropstvo i trgovina robljem zabranjuju se u svim svojim oblicima. | Član 4. Niko ne smije biti držan u ropstvu ili ropskom odnosu; ropstvo i trgovina robljem zabranjuje se u svim njihovim oblicima. | Član 4. Niko ne sm(ij)e da bude držan u ropstvu ili ropskom odnosu; ropstvo i trgovina robljem zabranjuje se u svim njihovim formama. | Стаття 4. Ніхто не повинен бути в рабстві або у підневільному стані; рабство і работоргівля забороняються в усіх їх видах. |
| Članak 5. Nitko ne smije biti podvrgnut mučenju ili okrutnom, nečovječnom ili ponižavajućem postupku ili kažnjavanju. | Član 5. Niko ne smije biti podvrgnut mučenju ili okrutnom, nečovječnom ili ponižavajućem postupku ili kažnjavanju. | Član 5. Niko ne sm(ij)e da bude podvrgnut mučenju ili okrutnom, nečov(j)ečnom ili ponižavajućem postupku ili kažnjavanju. | Стаття 5. Ніхто не повинен зазнавати тортур, або жорстокого, нелюдського, або такого, що принижує його гідність, поводження і покарання. |
| Članak 6. Svatko ima pravo da se svagdje pred zakonom priznaje kao osoba. | Član 6. Svako ima pravo da se svagdje pred zakonom priznaje kao osoba. | Član 6. Svako ima pravo da svuda bude priznat kao pravni subjekt. | Стаття 6. Кожна людина, де б вона не перебувала, має право на визнання її правосуб'єктності. |

| Стандартна хорватська | Чорногорська | Українська |
| --- | --- | --- |
| Opća deklaracija o ljudskim pravima | Univerzalna deklaracija o ljudskim pravima | Загальна декларація прав людини |
| Članak 1. Sva ljudska bića rađaju se slobodna i jednaka u dostojanstvu i pravima. Ona su obdarena razumom i sviješću te trebaju jedna prema drugima postupati u duhu bratstva. | Član 1. Sva ljudska bića rađaju se slobodna i jednaka u dostojanstvu i pravima. Ona su obdarena razumom i sv(ij)ešću i treba da jedni prema drugima da postupaju u duhu bratstva. | Стаття 1. Всі люди народжуються вільними і рівними у своїй гідності та правах. Вони наділені розумом і совістю і повинні діяти у відношенні один до одного в дусі братерства. |
| Članak 2. Svakome pripadaju sva prava i slobode utvrđene u ovoj Deklaraciji bez razlike bilo koje vrste, kao što je rasa, boja kože, političko ili drugo mišljenje, nacionalno ili društveno podrijetlo, imovina, rođenje ili drugi status. Nadalje, ne smije se praviti nikakva razlika na osnovu političkog, pravnog ili međunarodnog statusa zemlje ili područja kojemu neka osoba pripada, bilo da je to područje neovisno, pod starateljstvom, nesamoupravno, ili mu je na neki drugi način ograničen suverenitet. | Član 2. Svakom pripadaju sva prava i slobode proglašene u ovoj Deklaraciji bez ikakvih razlika u pogledu rase, boje, pol, jezika, vjeroispovijesti, političkog ili drugog mišljenja, nacionalnog ili društvenog porijekla, imovine, rođenja ili drugih okolnosti. Dalje, neće se praviti nikakva razlika na osnovu političkog, pravnog ili međunarodnog statusa zemlje ili teritorije kojoj neko lice pripada, bilo da je ona nezavisna, pod starateljstvom, nesamoupravna, ili da joj je suverenost na ma koji drugi način ograničena. | Стаття 2. Кожна людина повинна мати всі права і всі свободи, проголошені цією Декларацією, незалежно від раси, кольору шкіри, статі, мови, релігії, політичних або інших переконань, національного чи соціального походження, майнового, станового або іншого становища. Крім того, не повинно проводитися ніякого розрізнення на основі політичного, правового або міжнародного статусу країни або території, до якої людина належить, незалежно від того, чи є ця територія незалежною, підопічною, несамоврядованою або як-небудь інакше обмеженою у своєму суверенітеті. |
| Članak 3. Svatko ima pravo na život, slobodu i osobnu sigurnost. | Član 3. Svako ima pravo na život, slobodu i bezbijednost ličnosti. | Стаття 3. Кожна людина має право на життя, на свободу і на особисту недоторканність. |
| Članak 4. Nitko se ne smije držati u ropstvu ili ropstvu sličnom odnosu; ropstvo i trgovina robljem zabranjuju se u svim svojim oblicima. | Član 4. Niko se ne smije držati u ropstvu ili potčinjenosti: ropstvo i trgovina robljem zabranjeni su u svim svojim oblicima. | Стаття 4. Ніхто не повинен бути в рабстві або у підневільному стані; рабство і работоргівля забороняються в усіх їх видах. |
| Članak 5. Nitko se ne smije podvrgnuti mučenju ili okrutnom, nečovječnom ili ponižavajućem postupku ili kazni. | Član 5. Niko se ne smije podvrgnuti mučenju ili svirepom, nečovječnom ili ponižavajućem postupku ili kažnjavanju. | Стаття 5. Ніхто не повинен зазнавати тортур, або жорстокого, нелюдського, або такого, що принижує його гідність, поводження і покарання. |
| Članak 6. Svatko ima pravo da ga se svugdje pred zakonom priznaje kao osobu. | Član 6. Svako ima pravo da svuda bude priznat kao pravni subjekt. | Стаття 6. Кожна людина, де б вона не перебувала, має право на визнання її правосуб'єктності. |